# Савич, Вуядин
Вуя́дин Са́вич (серб. Вујадин Савић; род. 1 июля 1990, Белград) — сербский футболист, защитник.

## Клубная карьера

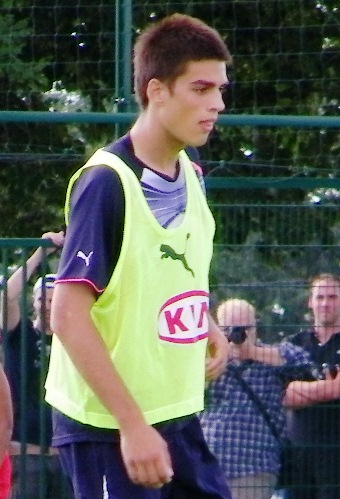
Савич в 2010 году

Начал заниматься футболом в 2002 году в «Црвене Звезде», где в дальнейшем выступал за команды всех возрастных категорий. Был капитаном юношеских команд и молодёжной команды клуба. В 2007 году начал выступать за белградский «Рад», а перед началом сезона 2009/10 вернулся в «Црвену Звезду».
В начале сезона сыграл несколько матчей, но затем потерял место в основном составе, вновь стал регулярно играть с приходом нового главного тренера Ратко Достанича. Во время зимнего перерыва в чемпионате игроку был предложен новый контракт, однако переговоры по поводу него затянулись.
Летом 2010 года стало известно об интересе к Савичу со стороны «Манчестер Сити» и «Бордо». После кратких переговоров Савич стал игроком французского клуба. Сумма трансфера составила 1 млн €.
Первый матч за «Бордо» Савич сыграл уже в первом туре чемпионата 8 августа 2010 года против «Монпелье». В матче 31-го тура чемпионата против «Лилля» защитник ударом головой после подачи с углового забил свой первый гол за «Бордо».
В январе 2012 года Вуядин на правах аренды перешёл в дрезденское «Динамо». В августе 2015 года перешёл в молдавский клуб «Шериф».

## Национальная сборная
Вуядин Савич с 2011 по 2013 год выступал за молодёжную сборную Сербии, за которую провёл 11 матчей и забил 4 гола.

## Личная жизнь
Сын известного югославского футболиста Душана Савича.

## Достижения
- Чемпион Молдавии: 2015/16